# 鈴木二郎 (実業家)
鈴木 二郎（すずき じろう、1912年11月8日 - 没年不明）は、日本の経営者、工学博士。古河電気工業社長を務めた。東京都出身。

## 経歴・人物
1935年に東京工業大学電気工学科を卒業し、同年に古河電気工業に入社。1962年11月に取締役に就任し、1964年6月に常務を経て、1968年11月には社長に就任。1974年11月から1975年5月までに会長を務めた。
1974年9月に藍綬褒章を受章し、1983年4月に勲二等瑞宝章を受章。